# Nissastrand

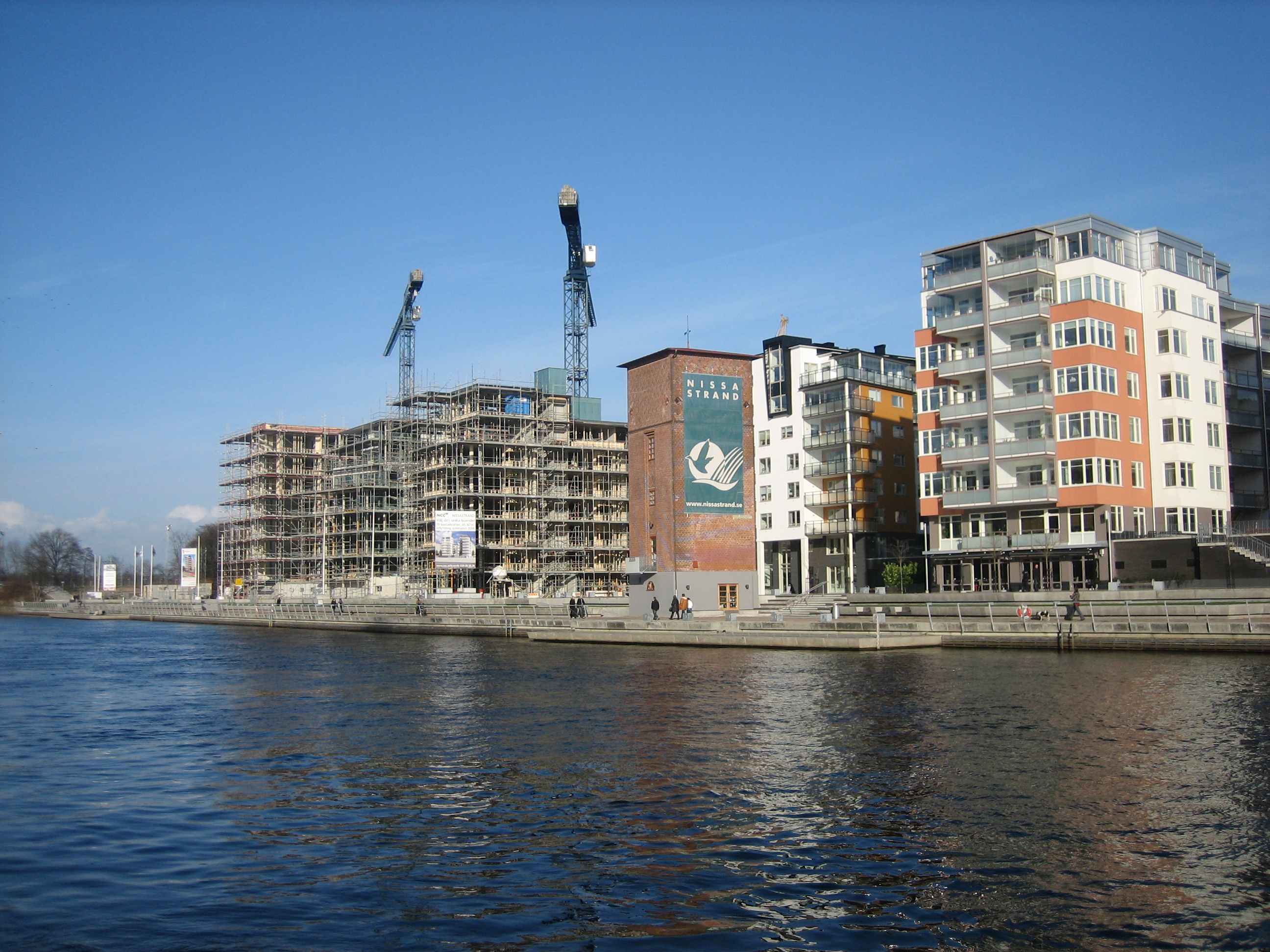
Nissastrand i Halmstad med pumptornet i mitten.

Nissastrand  är ett bostadsområde/stadsdel på Gamletullsområdet i centrala Halmstad utmed Nissans östra strand. Området består av lägenheter i flervåningshus (fem–sju våningar) på den industritomt som tidigare tillhörde Albany Nordiskafilt AB och dess dotterbolag Nordifa AB, numera Albany Door AB. De gamla fabrikslokalerna är rivna med undantag för det gamla huvudkontoret, nu använt av Halmstad Energi & Miljö, en gammal lagerlokal samt det gamla pumptornet som byggnadsminnesförklarats.
Planerna på den nya bebyggelsen uppgjordes vid millennieskiftet av konsortiet "Nissastrandskonsortiet", bestående av PEAB, HFAB, JM, Akelius Fastigheter AB, NCC och Riksbyggen. En detaljplan upprättades för 1.500 hyresrätts- och bostadsrätter. Byggnation skedde fram till 2015.
Utöver "Nissastrandskonsortiet" byggande har kommunen byggt ett kvarter med studentbostäder, ett kvarter äldrebostäder (servicelägenheter), det nya Halmstads stadsbibliotek samt ett större parkeringsgarage. Som förbindelse med centrum har gångbron Gamletullsbron byggts över Nissan strax norr om stadsbiblioteket.